# 4 مايو
- السبت
- الأحد
- الاثنين
- الثلاثاء
- الأربعاء
- الخميس
- الجمعة

- 2628 شوال 1446  هـ
- 2729 شوال 1446  هـ
- 2830 شوال 1446  هـ
- 291 ذو القعدة 1446  هـ
- 302 ذو القعدة 1446  هـ
- 13 ذو القعدة 1446  هـ
- 24 ذو القعدة 1446  هـ
- 35 ذو القعدة 1446  هـ
- 46 ذو القعدة 1446  هـ
- 57 ذو القعدة 1446  هـ
- 68 ذو القعدة 1446  هـ
- 79 ذو القعدة 1446  هـ
- 810 ذو القعدة 1446  هـ
- 911 ذو القعدة 1446  هـ
- 1012 ذو القعدة 1446  هـ
- 1113 ذو القعدة 1446  هـ
- 1214 ذو القعدة 1446  هـ
- 1315 ذو القعدة 1446  هـ
- 1416 ذو القعدة 1446  هـ
- 1517 ذو القعدة 1446  هـ
- 1618 ذو القعدة 1446  هـ
- 1719 ذو القعدة 1446  هـ
- 1820 ذو القعدة 1446  هـ
- 1921 ذو القعدة 1446  هـ
- 2022 ذو القعدة 1446  هـ
- 2123 ذو القعدة 1446  هـ
- 2224 ذو القعدة 1446  هـ
- 2325 ذو القعدة 1446  هـ
- 2426 ذو القعدة 1446  هـ
- 2527 ذو القعدة 1446  هـ
- 2628 ذو القعدة 1446  هـ
- 2729 ذو القعدة 1446  هـ
- 281 ذو الحجة 1446  هـ
- 292 ذو الحجة 1446  هـ
- 303 ذو الحجة 1446  هـ
- 314 ذو الحجة 1446  هـ
- 15 ذو الحجة 1446  هـ
- 26 ذو الحجة 1446  هـ
- 37 ذو الحجة 1446  هـ
- 48 ذو الحجة 1446  هـ
- 59 ذو الحجة 1446  هـ
- 610 ذو الحجة 1446  هـ

4 مايو أو 4 أيَّار أو 4 مايس أو 4 نوَّار أو يوم 4 \ 5 (اليوم الرابع من الشهر الخامس) هو اليوم الرابع والعشرون بعد المئة (124) من السنوات البسيطة، أو اليوم الخامس والعشرون بعد المئة (125) من السنوات الكبيسة وفقًا للتقويم الميلادي الغربي (الغريغوري). يبقى بعده 241 يوما لانتهاء السنة.

## أحداث
- 1415 - مجلس كونستانس يدين المصلحين الدينيين جون ويكليف ويان هوس بالهرطقة.
- 1493 - البابا إسكندر السادس يقسم العالم الجديد بين إسبانيا والبرتغال باستخدام ما سمي بخط ترسيم الحدود.
- 1675 - تشارلز الثاني ملك إنجلترا يأمر بإنشاء مرصد غرينيتش الملكي.
- 1776 - مستعمرة رود آيلاند تعلن التمرد على ملك المملكة المتحدة جورج الثالث، لتكون أول مستعمرة تعلن التمرد عليه.
- 1812 - إيطاليا تحتل جزيرة رودوس الواقعة في البحر الأبيض المتوسط.
- 1814 - نابليون بونابرت يصل إلى منفاه في جزيرة إلبا.
- 1855 - المغامر الأمريكي وليام ووكر يقلع من سان فرانسيسكو مع حوالي 60 رجلاً لغزو نيكاراغوا.
- 1904 - بدء حفر قناة بنما.
- 1910 - تأسيس القوة البحرية الملكية الكندية.
- 1924
  - - افتتاح دورة الألعاب الأولمبية الصيفية والمقامة في باريس
  - - وقوع مجزرة كركوك بين الجيش الليفي الآشوري والتركمان وأدت إلى قتل وجرح 200 شخص.
- 1945 - القوات الألمانية تستسلم لقائد القوات البريطانية الفيلد مارشال برنارد مونتغمري وذلك أثناء الحرب العالمية الثانية.
- 1970 - إضراب الطلاب في الولايات المتحدة في أعقاب الغزو الأمريكي لكمبوديا.
- 1974 - هوريه كين-إتشي ينجح في تسجيل أسرع دوران حول العالم على يخت دون أن يتوقف في أي ميناء.
- 1979 - مارغريت ثاتشر تتولى رئاسة الوزراء في المملكة المتحدة لتصبح أول امرأة تتولى هذا المنصب فيها.
- 1987 - رئيس الوزراء اللبناني رشيد كرامي يستقيل من منصبه.
- 1989 - تحطم مروحية يودي بحياة وزير الدفاع العراقي عدنان خير الله.
- 1990 -
  - قوات البحرية الإسرائيلية تطلق النار على يخت الملك حسين في خليج العقبة.
  - لاتفيا تُعلن استقلالها عن الاتحاد السوفيتي.
- 1992 - كتائب القسام الجناح العسكري لحماس تنفذ أول عملية فلسطينية مصورة (عملية مسجد مصعب بن عمير) وتقتل 3 جنود إسرائيليين، بقيادة عماد عقل.
- 1994 - إسحق رابين وياسر عرفات يوقعان اتفاقية سلام تمنح الفلسطينيين السلطة على قطاع غزة وأريحا.
- 2008 - إضراب عام في مصر ضد الفساد، والاستجابة له محدودة.
- 2011 - حركتا فتح وحماس توقعان في القاهرة اتفاقًا لتحقيق المصالحة الفلسطينية برعاية مصرية وذلك بحضور رئيس السلطة الوطنية الفلسطينية محمود عباس وزعيم حركة حماس خالد مشعل.
- 2012 - اندلاع أحداث عنف واشتباكات عنيفة بين الجيش المصري ومتظاهرين قرب مقر وزارة الدفاع بحي العباسية أوقعت عشرات القتلى والجرحى.
- 2015 - النائب اللُبناني ورئيس الحزب التقدمي الاشتراكي وليد جُنبُلاط يُدلي بِشهادته أمام المحكمة الدُوليَّة الخاصَّة بلُبنان فيما يخص اغتيال رئيس الوُزراء اللُبناني الأسبق رفيق الحريري.
- 2016 - محكمة النقض المصرية تقضي ببراءة رئيس الوزراء الأسبق أحمد نظيف في قضيَّة الكسب غير المشروع، مُعلنةً أنَّ الحُكم نهائي وغير قابل للطعن.
- 2017 - مصرع 22 شخص على الأقل جراء إنفجار منجم للفحم في مدينة آزادشهر في إيران.
- 2018 -
  - ثوران بركان كيلاويا في هاواي يؤدي إلى وقوع زلزال بلغت شدته 6.9 درجة على مقياس درجة العزم، مما تسبب في إجلاء نحو ألفي شخص.
  - الأكاديمية الملكية السويدية تقرر تأجيل جائزة نوبل في الأدب لهذا العام إلى عام 2019.
- 2025 - فوز حزب العمال الأسترالي بزعامة أنطوني ألبانيز بالأغلبية في الانتخابات الفدرالية الأسترالية.

## مواليد
- 1008 -
  - هنري الأول، ملك فرنسا.
  - أبو إسماعيل الهروي، شاعر ومتصوف فارسي، عُرف بشيخ هراة.
- 1900 - طه الفشني قارئ قرآن كريم مصري
- 1913 - زينات صدقي، ممثلة مصرية.
- 1923 - عاصي الرحباني، موسيقي ومؤلف لبناني.
- 1928 - محمد حسني مبارك، رئيس جمهورية مصر العربية السابق.
- 1929 - أودري هيبورن، ممثلة إنجليزية من أصل هولندي.
- 1939 - عاموس عوز، كاتب إسرائيلي.
- 1950 - أنغيل يوردانيسكو، لاعب ومدرب كرة قدم روماني.
- 1951 - علي السبع، ممثل سعودي.
- 1953 - ماساشي إبارا، ممثل أداء صوتي ياباني.
- 1955 - أفرام غرانت، مدرب كرة قدم إسرائيلي.
- 1958 - كيث هارينغ، رسام أمريكي.
- 1965 - فرح بسيسو، ممثلة أردنية من أصل فلسطيني.
- 1966 - جهاد أزعور، اقتصادي وسياسي لبناني.
- 1967 - أكيكو ياجيما، ممثلة أداء صوتي يابانية.
- 1969 - برنس بولي، لاعب كرة قدم غاني.
- 1972 - جيهان نصر، ممثلة مصرية.
- 1977 - ماريانو بيرنيا، لاعب كرة قدم إسباني.
- 1978 - دايسكي أونو، ممثل أداء صوتي ياباني.
- 1980 - مصطفى النجار، طبيب أسنان وسياسي مصري.
- 1981 - إريك دجيمبا دجيمبا، لاعب كرة قدم كاميروني.
- 1982 - محمد راشد، لاعب كرة قدم كويتي.
- 1985 - ميوكي ساواشيرو، ممثلة أداء صوتي يابانية.
- 1987 - سيسك فابريغاس، لاعب كرة قدم إسباني.
- 1994 - ألكسندر جولد، ممثل أمريكي.

## وفيات
- 1938 - كارل فون أوسيتزكي، صحفي وناشط سلام ألماني حاصل على جائزة نوبل للسلام عام 1935.
- 1942 - مربيه ربه، فقيه ومجاهد وشاعر مغربي، ابن ماء العينين القلقمي.
- 1951 - محمد رضا آل ياسين، فقيه مسلم وشاعر عراقي.
- 1955 - جورج اينيسكو، موسيقي روماني.
- 1956 - مينا بنسون هوبارد، مستكشفة كندية.
- 1961 - موريس ميرلو بونتي، فيلسوف فرنسي.
- 1972 - إدوارد كندال، عالم كيمياء حيوية أمريكي حاصل على جائزة نوبل في الطب عام 1950.
- 1980 - جوزيف بروز تيتو، رئيس يوغوسلافيا.
- 1984 -
  - بوب كلامبيت، رسام كارتون ومحرك دمى أمريكي.
  - حافظ جميل، شاعر ومدرس ومترجم عراقي.
- 1989 - عدنان خير الله، وزير الدفاع العراقي.
- 1991 - محمد عبد الوهاب، مغني وموسيقي مصري.
- 2003 - فهد بن سعيد، فنان شعبي سعودي.
- 2007 - نويل ميلاريو أودينغار، رئيس تشاد.
- 2010 - محمود السعدني، صحفي مصري.
- 2011 - خالد الأحمد الجابر الصباح، وزير الديوان الأميري الكويتي.
- 2012 - رشيدي يقيني، لاعب كرة قدم نيجيري.
- 2022 -
  - جعفر الغريب، ممثل سعودي.
  - محمد حزيم، ممثل جزائري.
- 2024 -
  - علاء شريتح، قائد عسكري فلسطيني.
  - آنا بانايوتوبولو، ممثلة يونانية.
  - بدر بن عبد المحسن بن عبد العزيز آل سعود، شاعر سعودي.

## أعياد ومناسبات
- اليوم العالمي للمرور.
- عيد رجال الإطفاء العالمي.
- يوم الشباب في الصين.
- عيد كاسينغا في ناميبيا.

## وصلات خارجية
- وكالة الأنباء القطريَّة: حدث في مثل هذا اليوم.
- النيويورك تايمز: حدث في مثل هذا اليوم.
- BBC: حدث في مثل هذا اليوم.